# بتانی (مینه‌سوتا)
بتانی (به انگلیسی: Bethany) یک منطقهٔ مسکونی در ایالات متحده آمریکا است که در Norton Township واقع شده‌است. بتانی ۳۷۰٫۹۵ متر بالاتر از سطح دریا واقع شده‌است.